# گوستاو کوربه

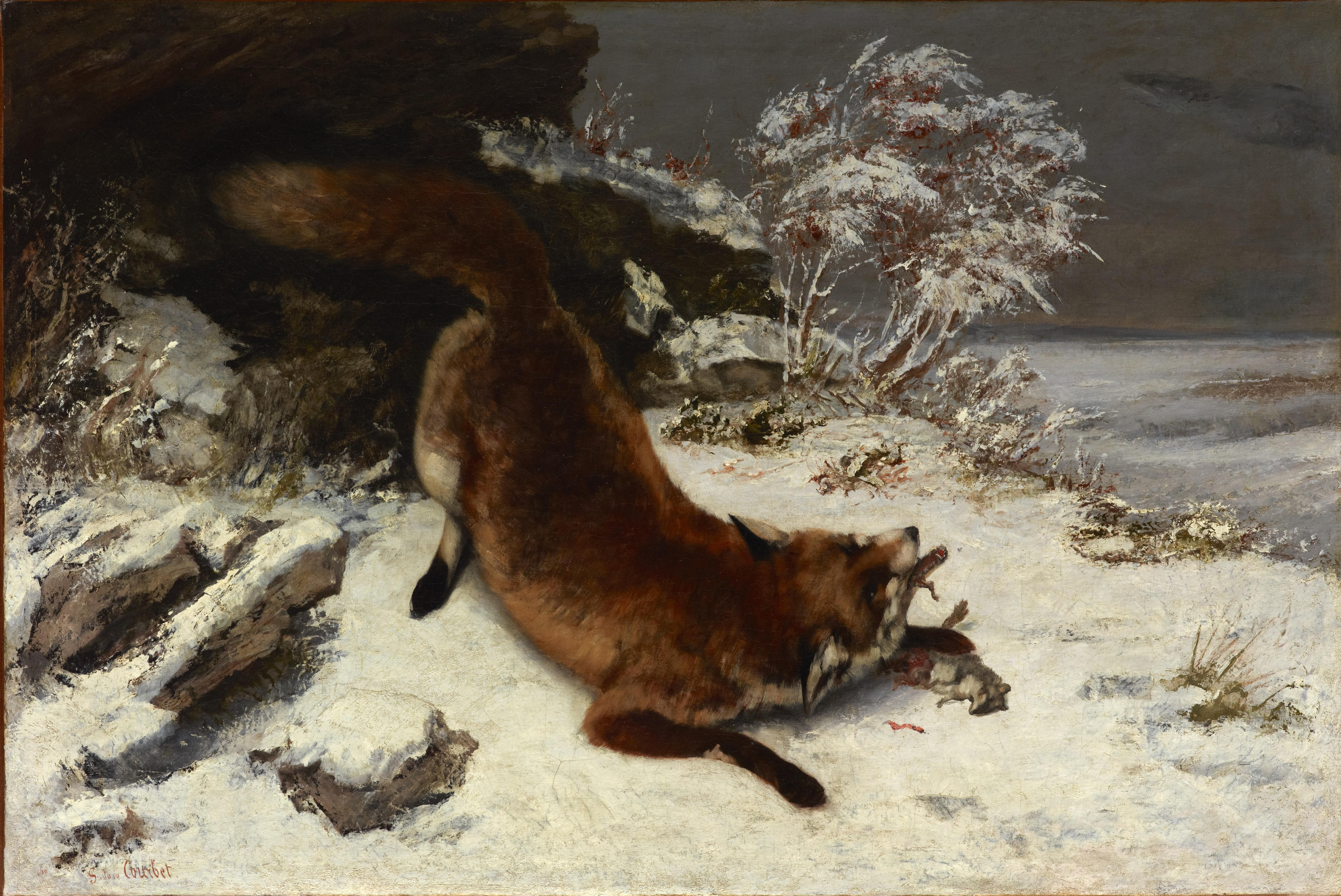
روباه در برف، یکی از آثار شاخص گوستاو کوربه است که در سال ۱۸۶۰ میلادی خلق شد. اثر روباه سرخی را در حال تغذیه از یک موش صحرایی نشان می‌دهد. این اثر اکنون در موزه هنر دالاس نگه‌داری می‌شود.

ژان دزیره گوستاو کوربه (به فرانسوی: Jean Désiré Gustave Courbet) (زادهٔ ۱۰ ژوئن ۱۸۱۹ – درگذشته ۳۱ دسامبر ۱۸۷۷) در ایران معروف به گوستاو کوربه، نقاش فرانسوی بود که رهبر جنبش رئالیسم یا واقع‌گرایی در نقاشی قرن نوزدهم فرانسه به‌شمار می‌آمد. جنبش واقع‌گرایی با ظهور مکتب رمانتیسم در اروپا مرتبط بود و با نقاشی‌های نقاشان بزرگی همچون تئودور ژریکو و اوژن دولاکروا مشخص می‌شد. این جنبش با کارهای گروهی از هنرمندان برجستهٔ برخاسته از مدرسه باربیژون Barbizon و با نقاشان سبک امپرسیونیسم (دریافتگری) مشخص می‌شود.
در مجموع کوربه نقش و جایگاه مهمی در نقاشی قرن نوزدهم فرانسه دارد و به عنوان یک هنرمند خلّاق و مبتکر که به ارائهٔ تفسیرهایی پررنگ از واقعیت‌های اجتماعی در کارهایش تمایل دارد، شناخته می‌شود.
جملات زیر از جمله بیانات مشهور وی هستند:
من پنجاه سال عمر کرده‌ام و در این پنجاه سال، من همواره در آزادی زیسته‌ام. پس به من رخصت دهید که زندگیم را در آزادی به پایان برسانم؛ و بگذارید تا در هنگامی که من مُرده‌ام، درباره‌ام این‌گونه سخن گفته شود: «او به هیچ مدرسه‌ای، به هیچ کلیسایی، به هیچ نهادی، به هیچ آکادمی، و به هیچ رژیمی تعلق نداشت به جز رژیم آزادی»

## اثرهای برجسته

سرمنشأ جهان (۱۸۶۶) موزه اورسی
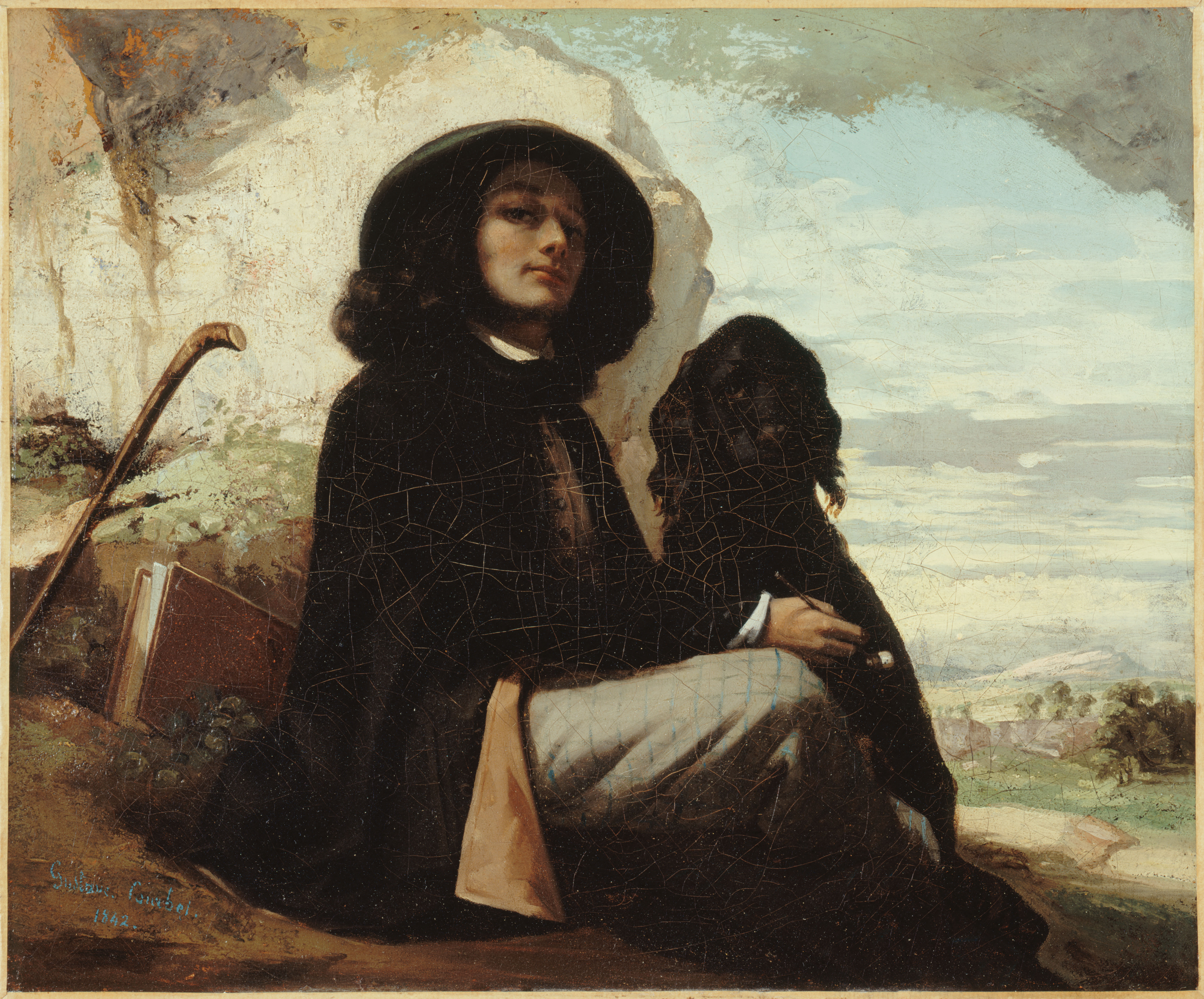
پرتره خود نقاش به همراه سگ سیاه (۱۸۴۲)
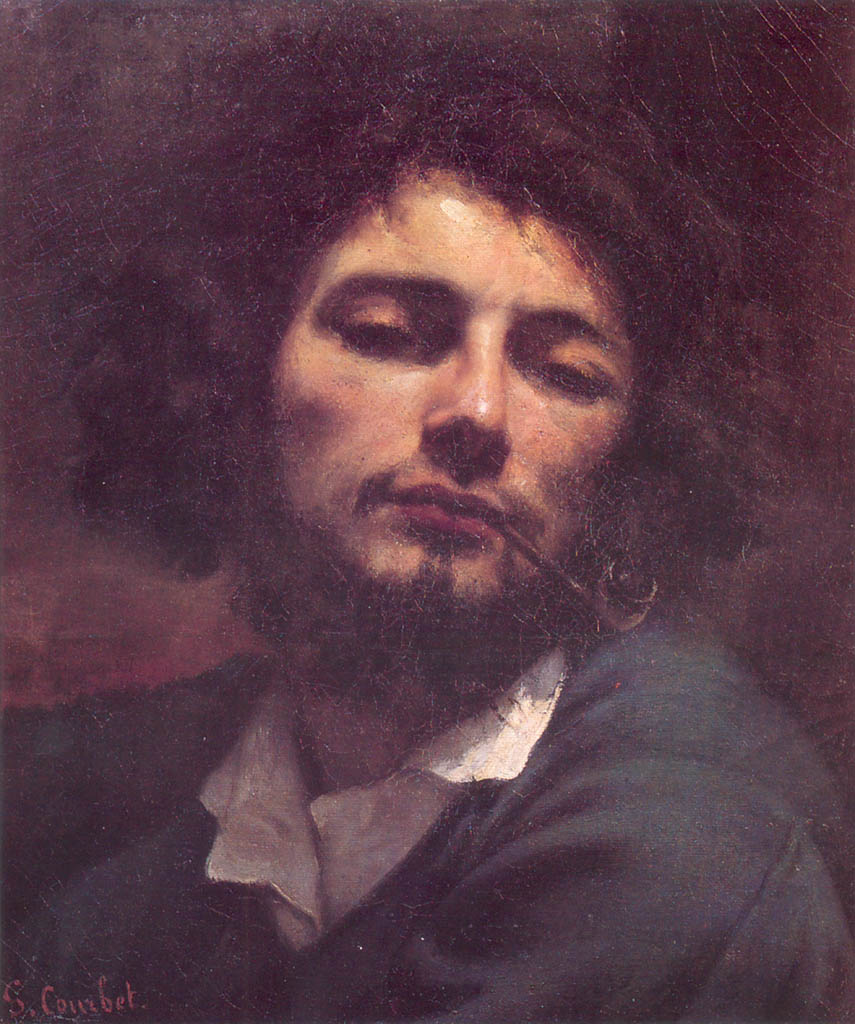
مردی با یک پیپ، تصویر خود نقاش (۱۸۴۸-۱۸۴۹)
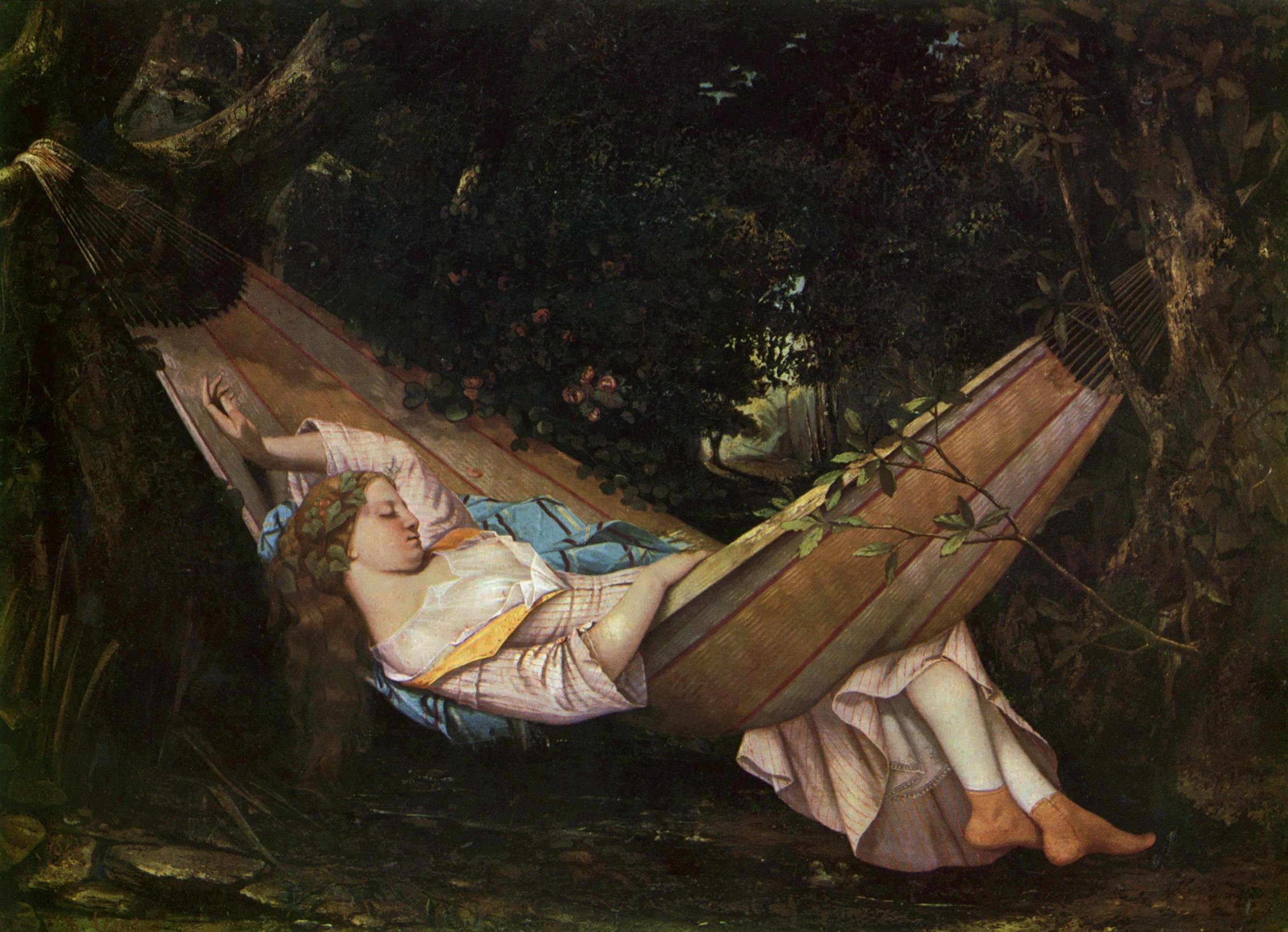
ننو (گهواره یا تختخوابی که از تور یا کرباس می‌بافند) ۱۸۴۴
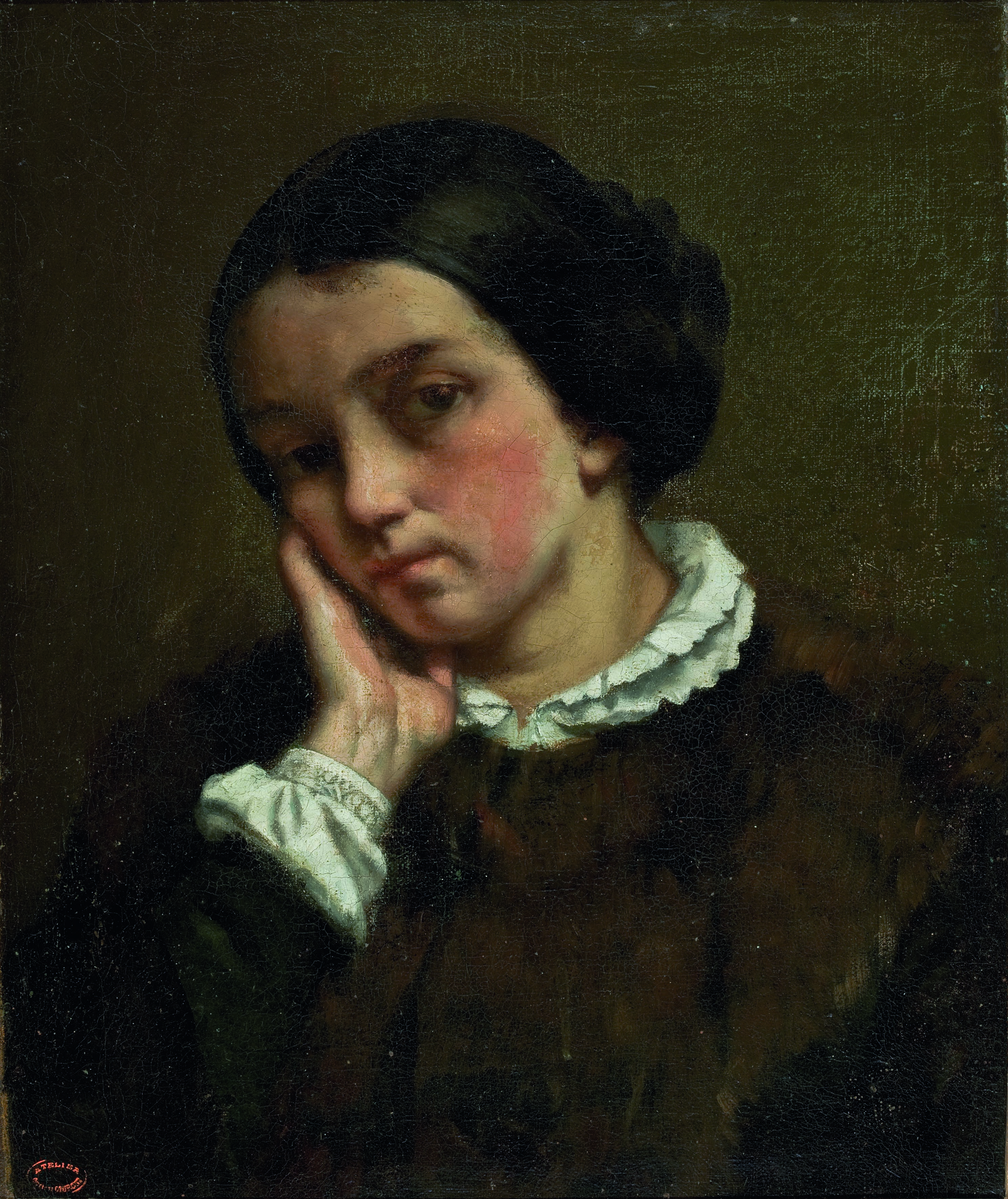
زلی کوربه ۱۸۴۷
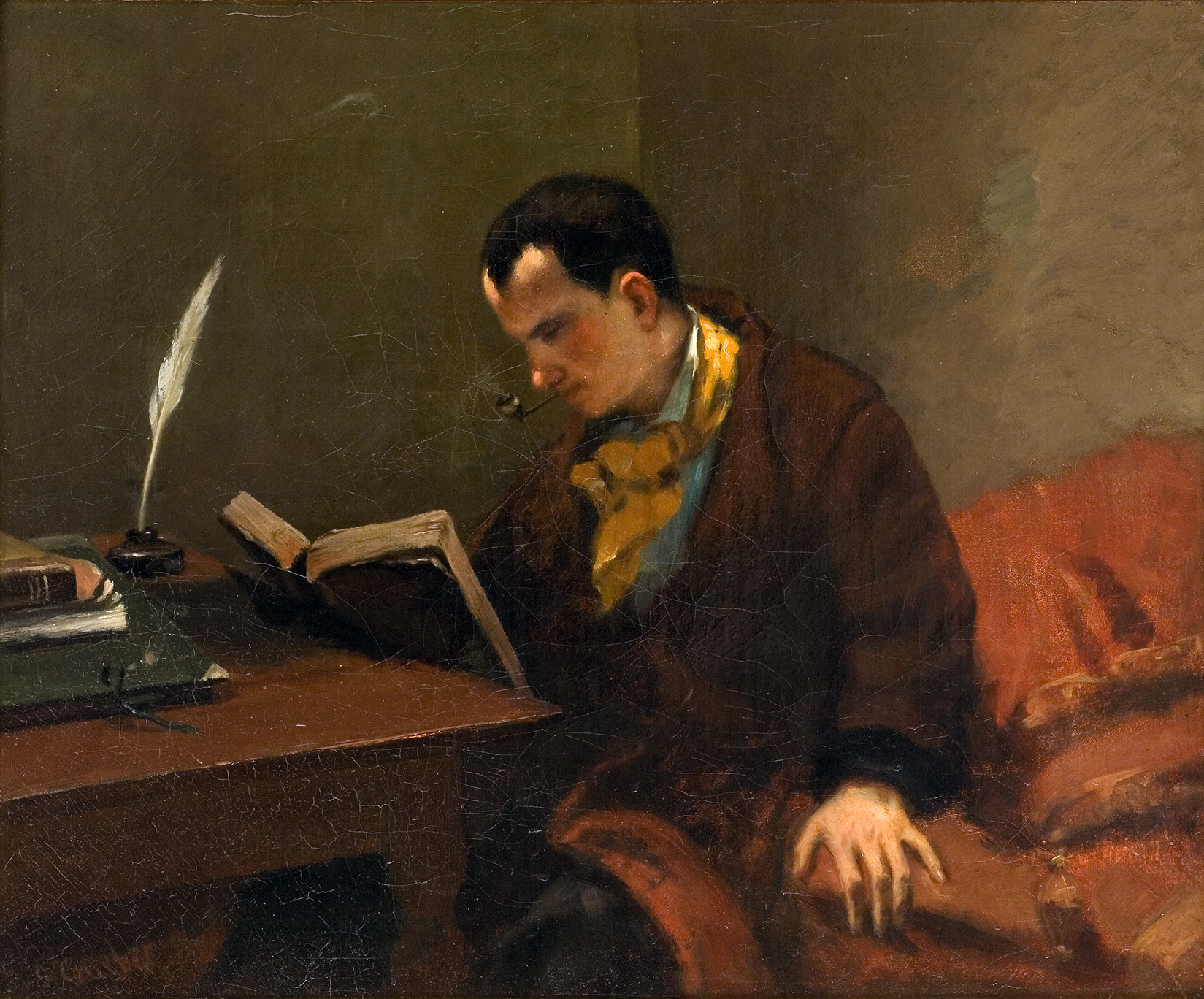
پرتره شارل بودلر ۱۸۴۸-۱۸۴۹
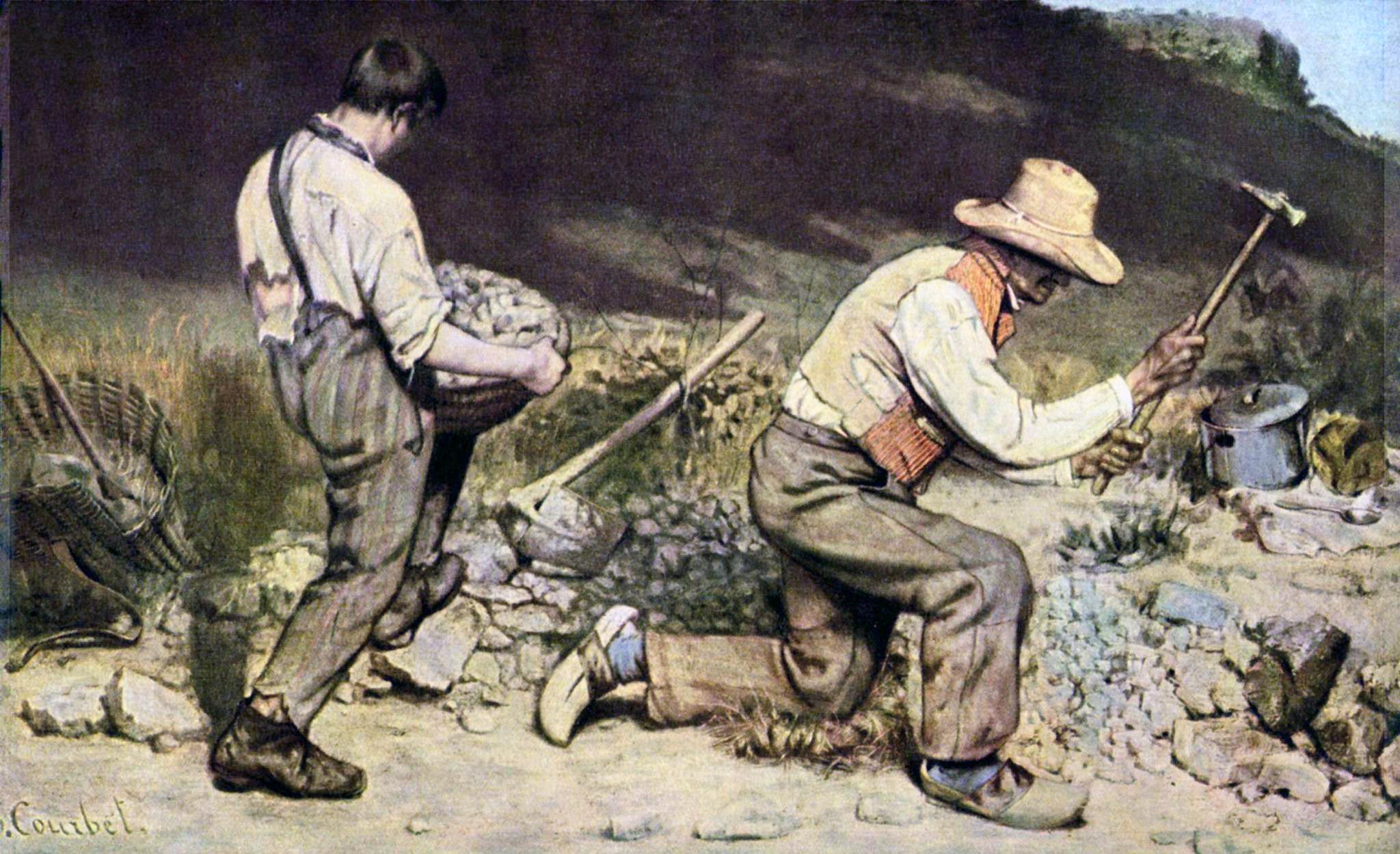
سنگ‌شکنان ۱۸۴۹
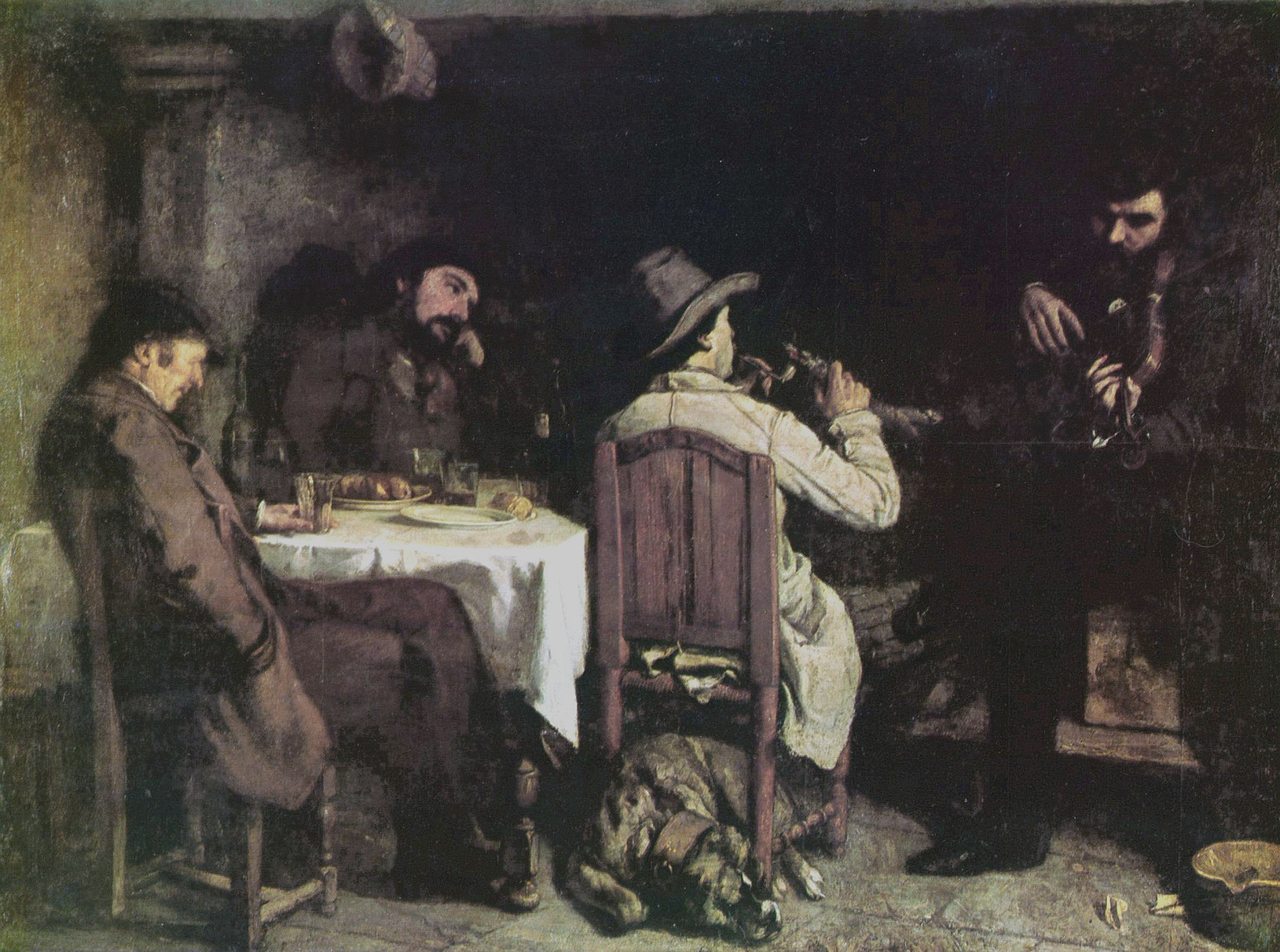
بعد از شام در اورنانز ۱۸۴۹
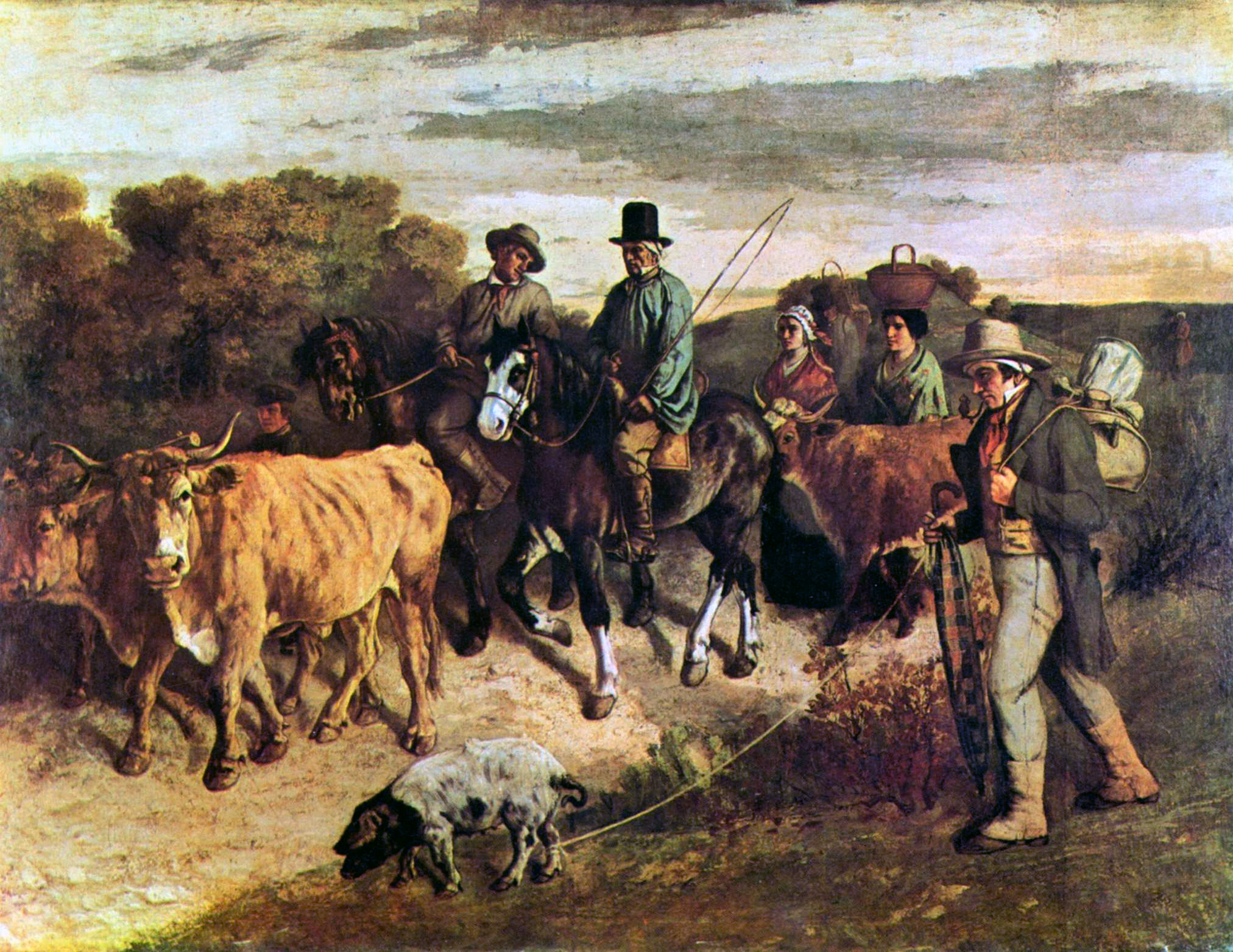
دهقانان فلاژه‌ای در بازگشت از بازار ۱۸۵۰
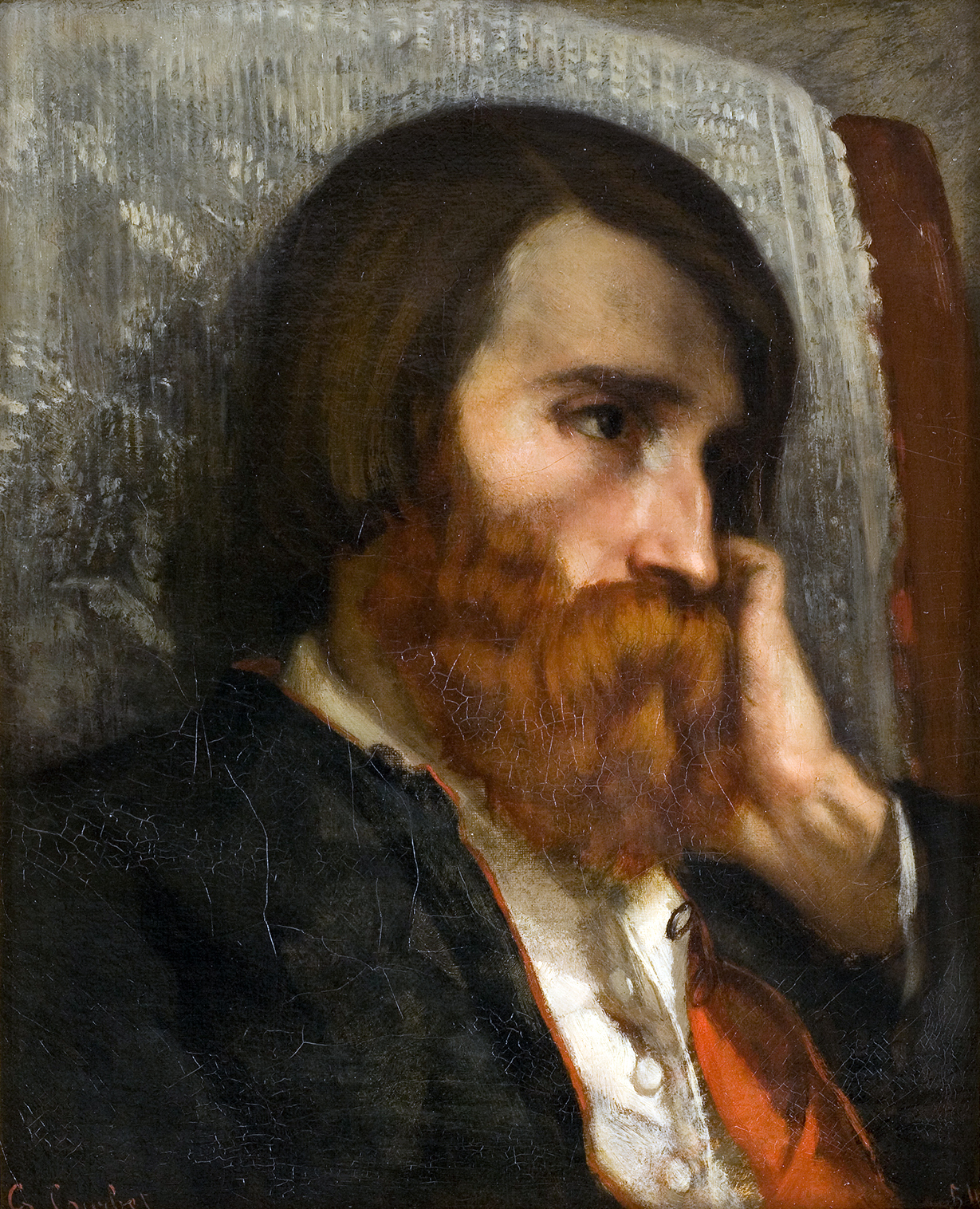
پرتره‌ای از آلفرد برویاس ۱۸۵۴
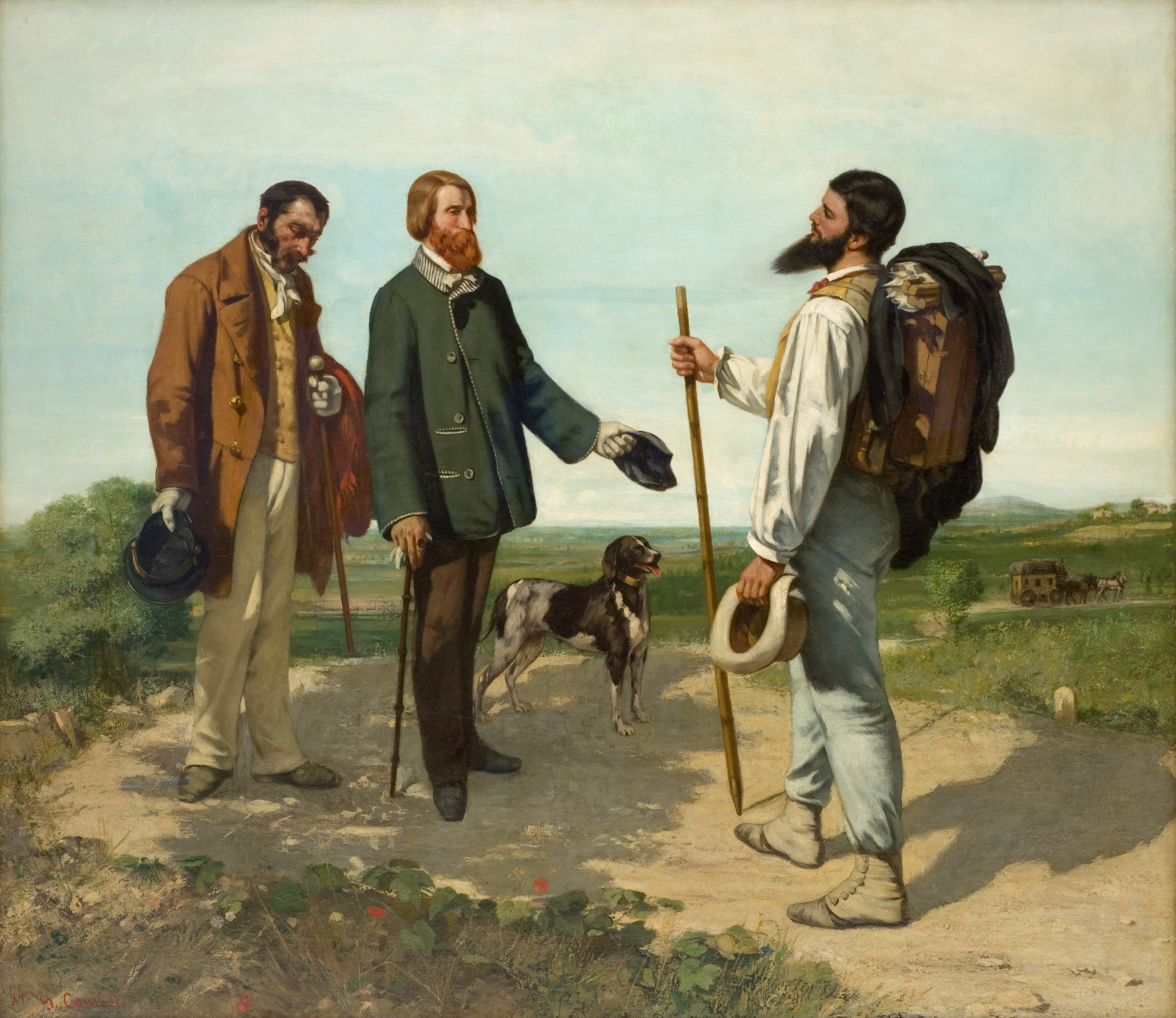
سلام موسیو کوربه ۱۸۵۴
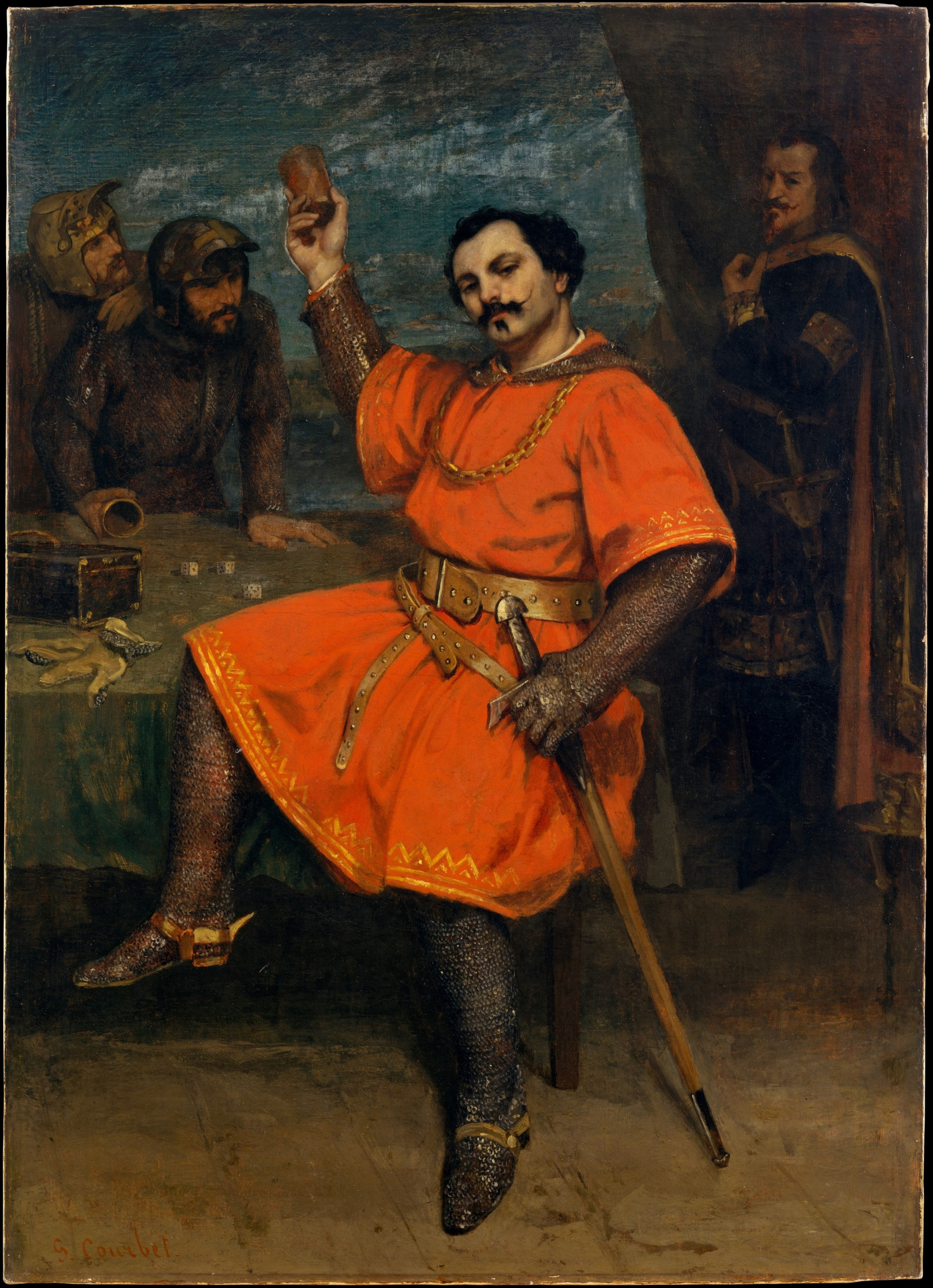
لوئیس گویمارد در حال ایفای نقش به جای رابرت دی ایبل، موزهٔ هنری متروپلیتن، ۱۸۵۷
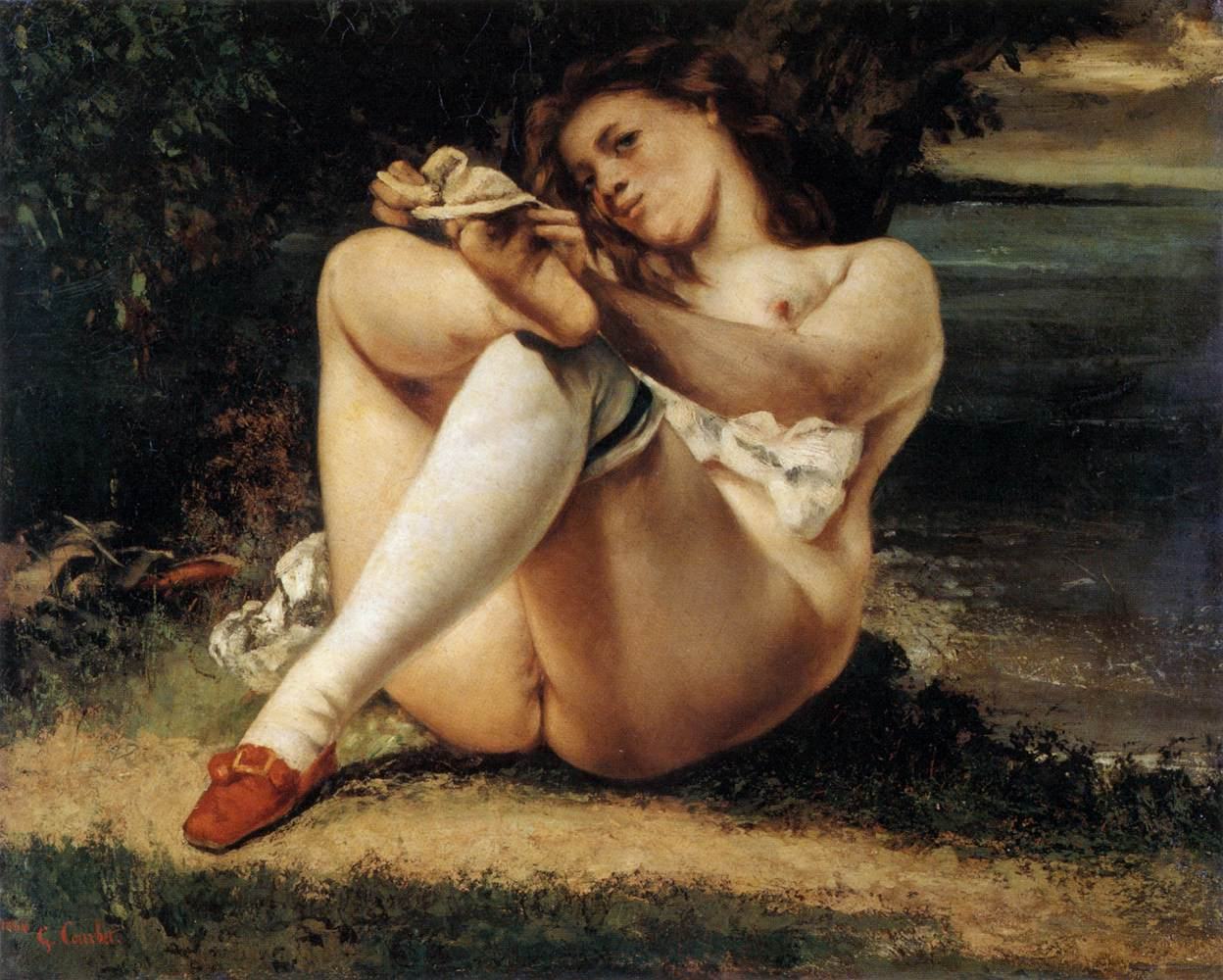
زنی با جورابهای سفید (بس بلانکز، همسر کوربه)، بنیاد بارنز، ۱۸۶۱
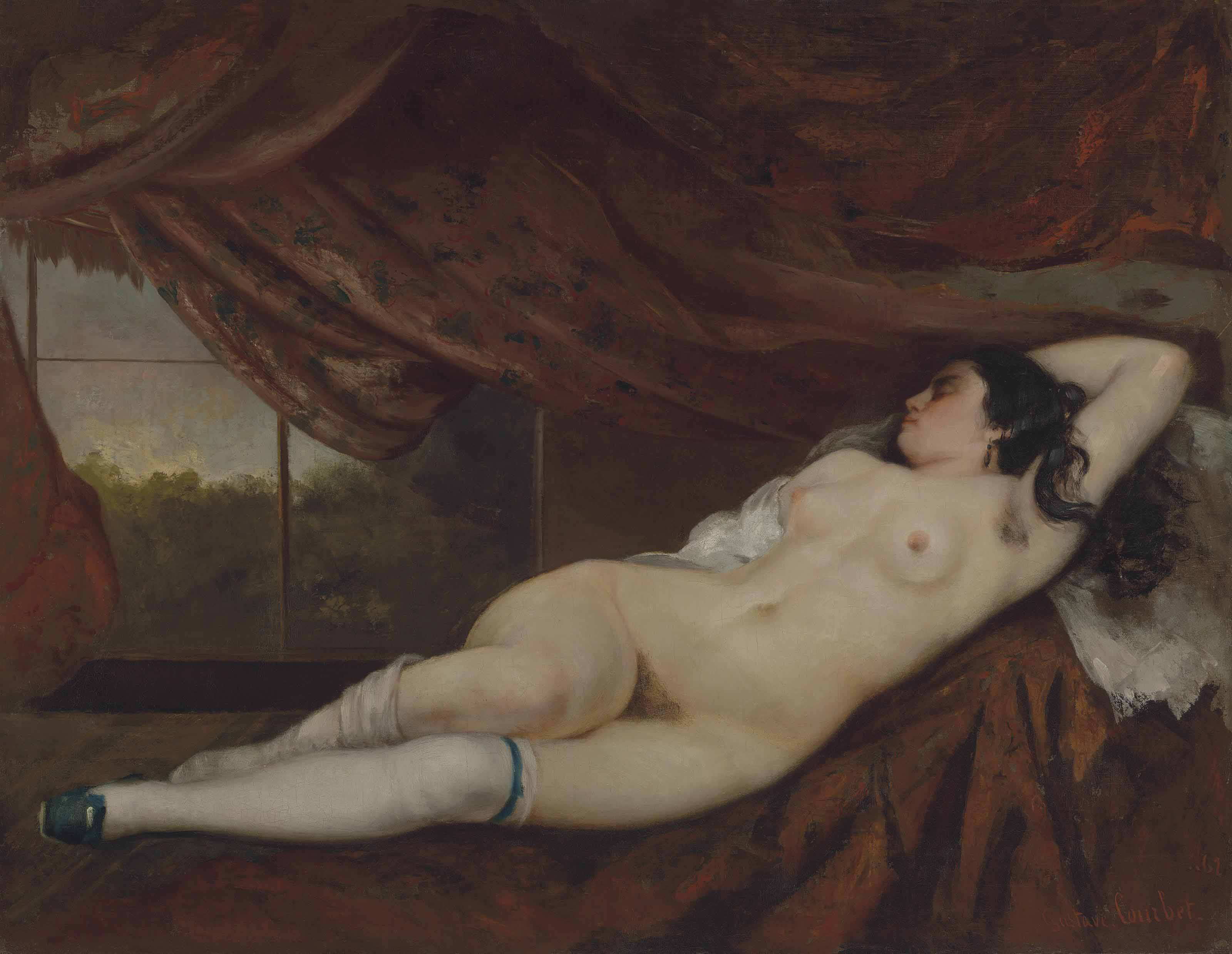
اغواگر خفته ۱۸۶۲
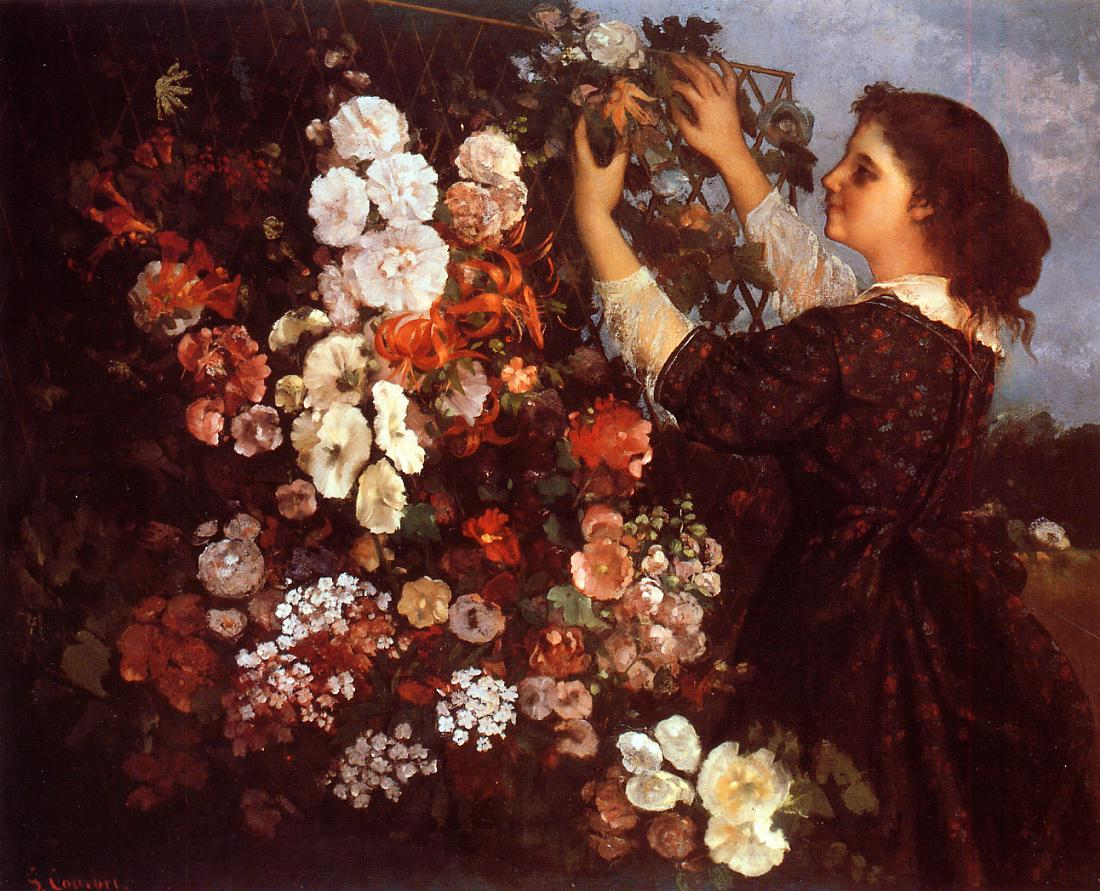
داربست، موزهٔ هنری تولدو، اوهایو، ۱۸۶۲
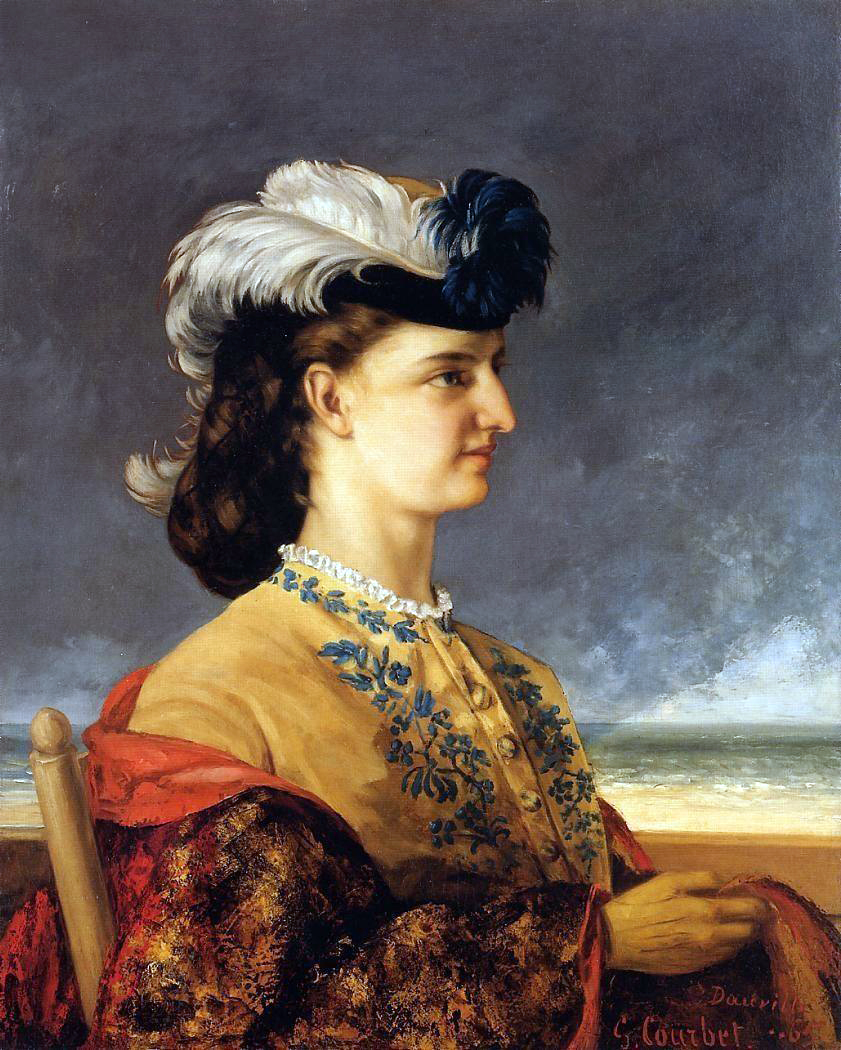
پرتره‌ای از کانتیس کارولی ۱۸۶۵
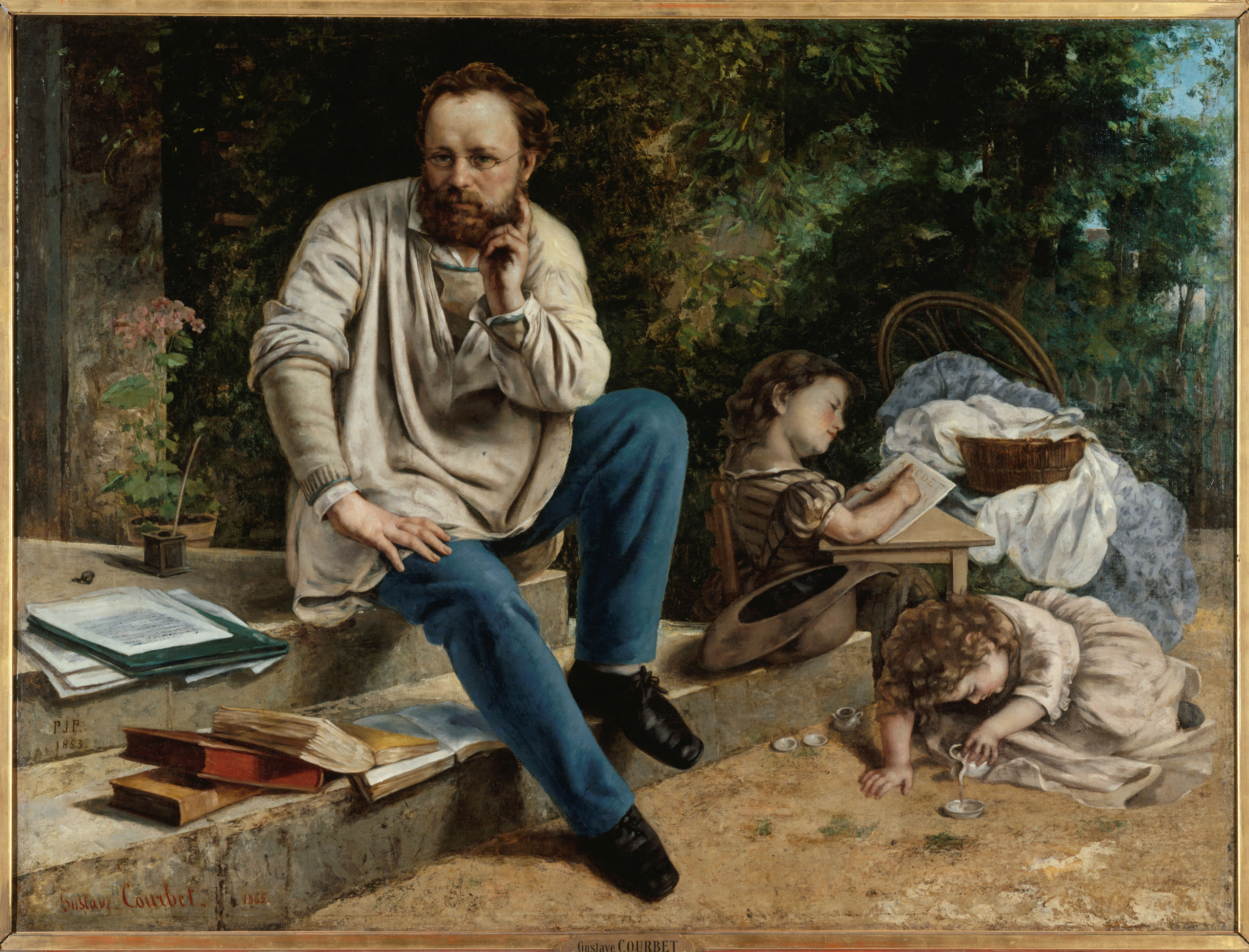
پرادون و بچه‌هایش ۱۸۶۵
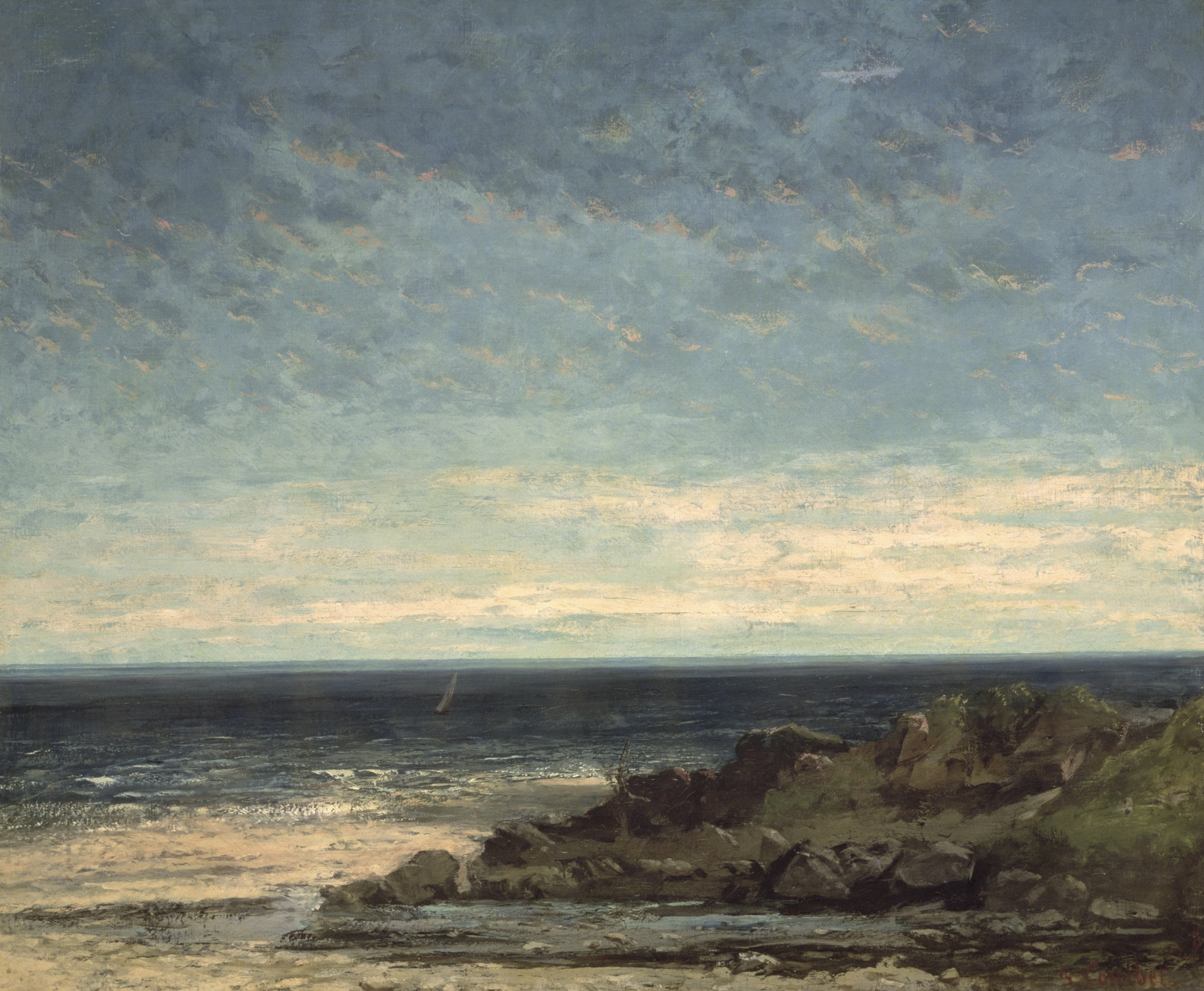
ساحل دریا در نورماندی ۱۸۶۷
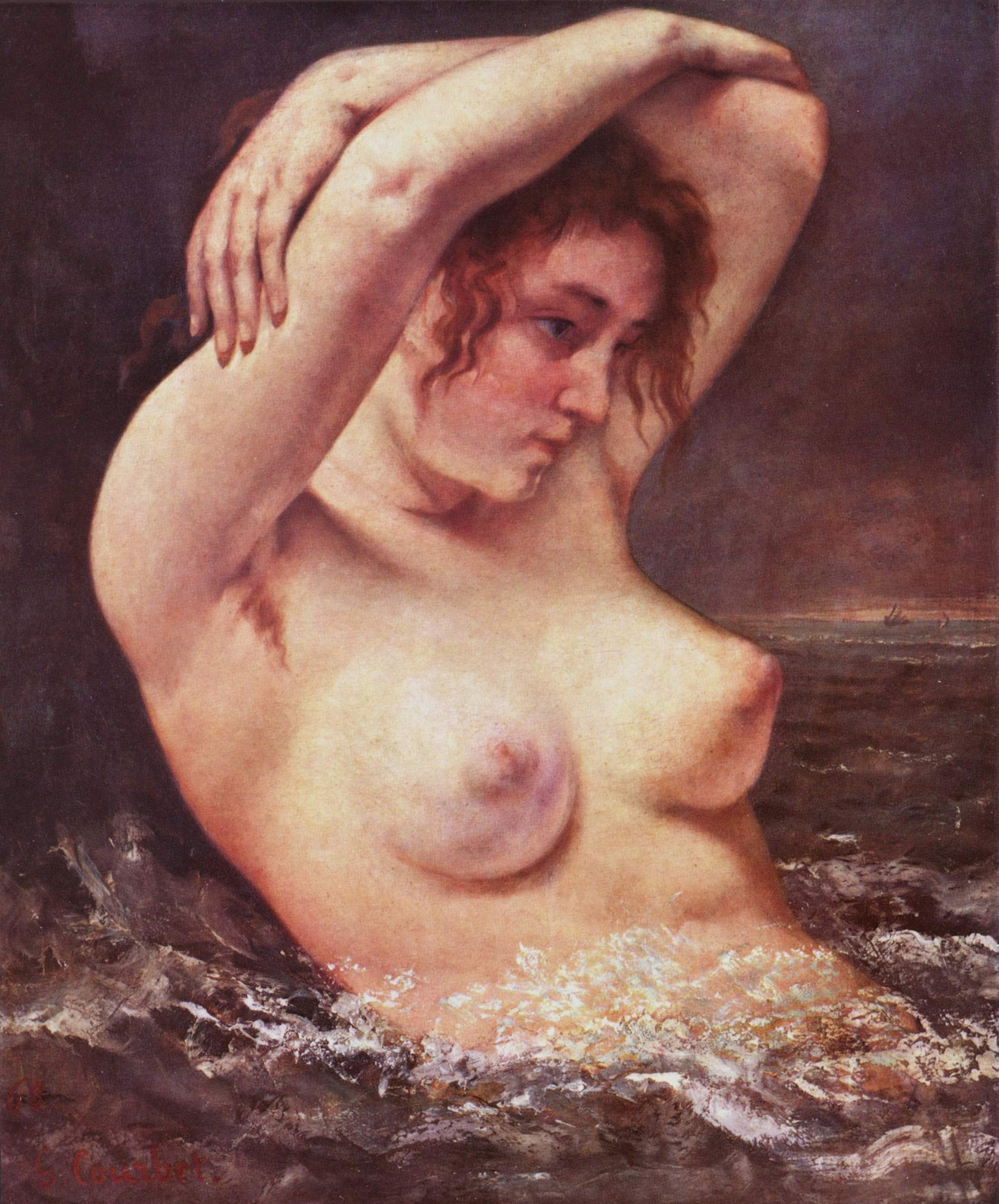
حمام کننده، موزه متروپولیتن نیویورک، ۱۸۶۸
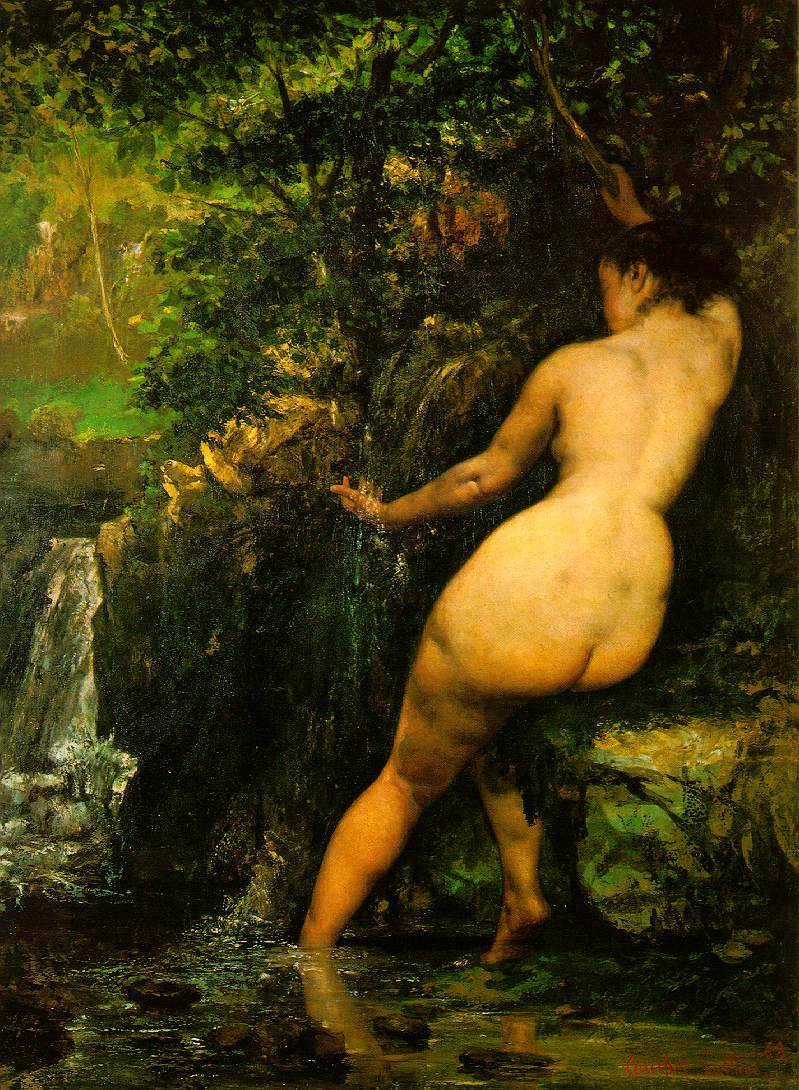
منشاء، ۱۸۶۸
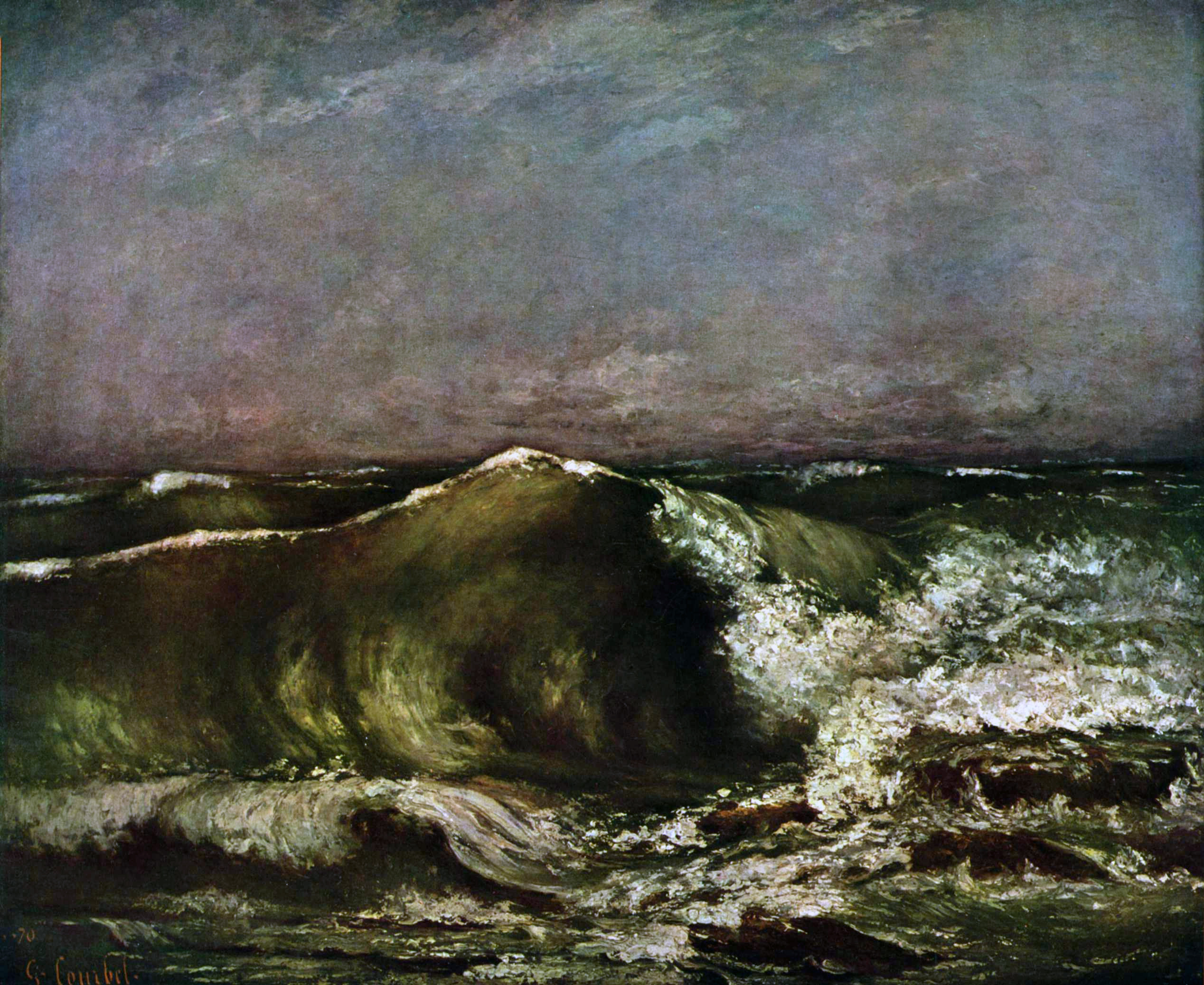
موج، ۱۸۷۰
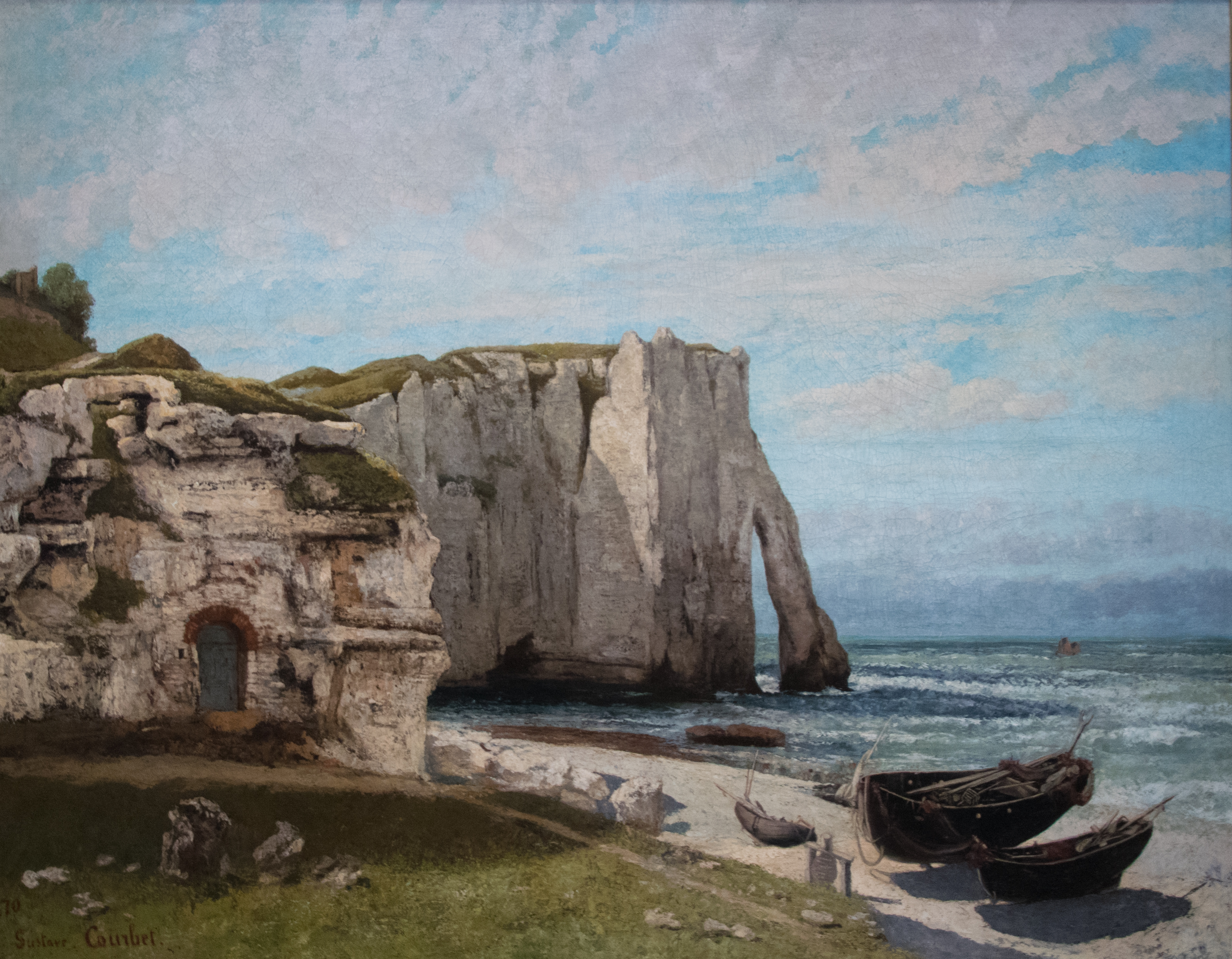
پرتگاهی در اترتات، پس از طوفان ۱۸۷۰
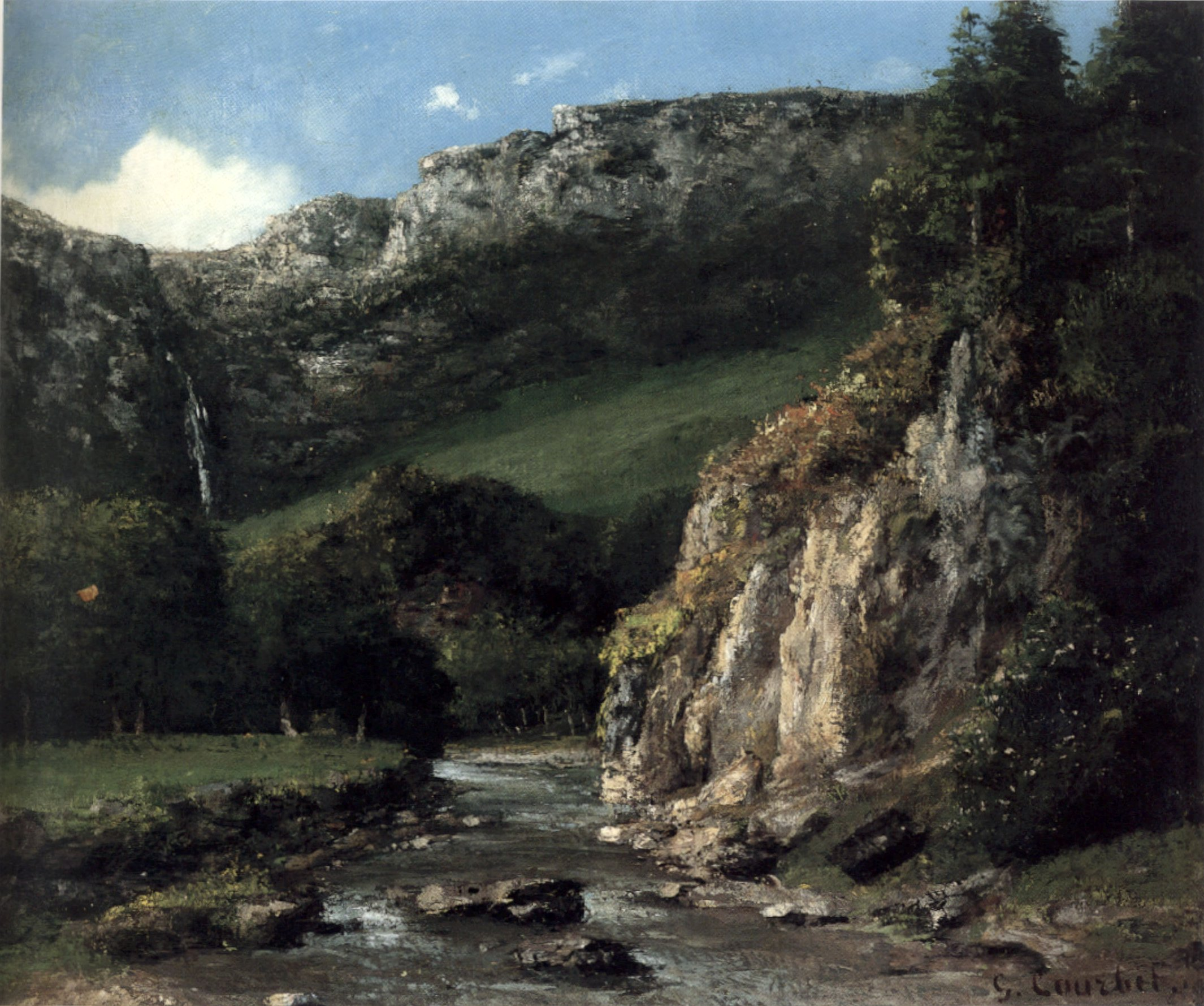
طوفان در کوهستان یورا، آکادمی هنری هونولولو، ۱۸۷۲-۱۸۷۳
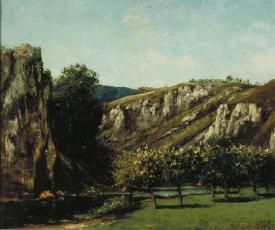
منظره چشم‌انداز کوهستان و درختهای میوه در اورنانز، ۱۸۷۳
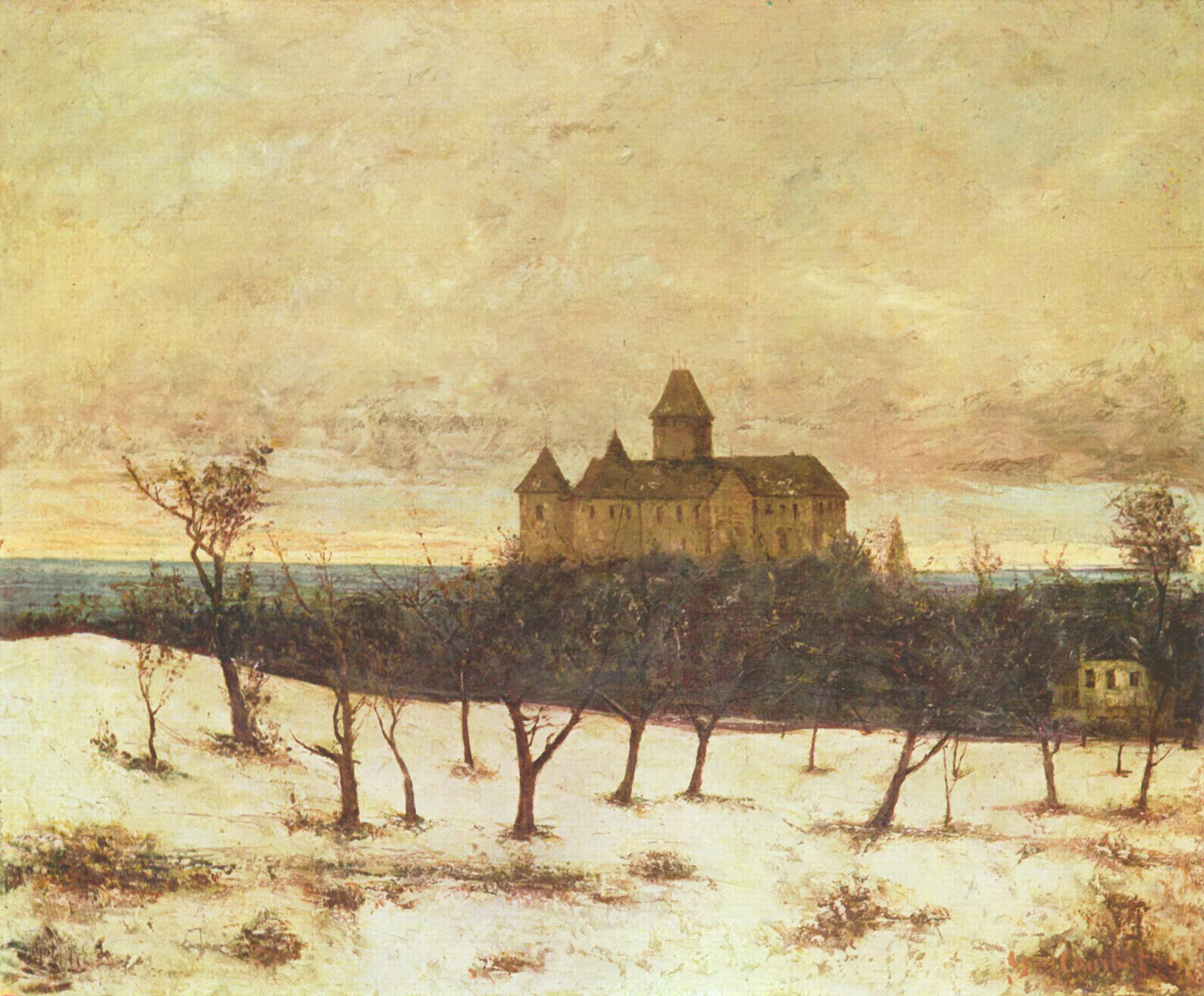
دریاچهٔ نیوشاتل ۱۸۷۵
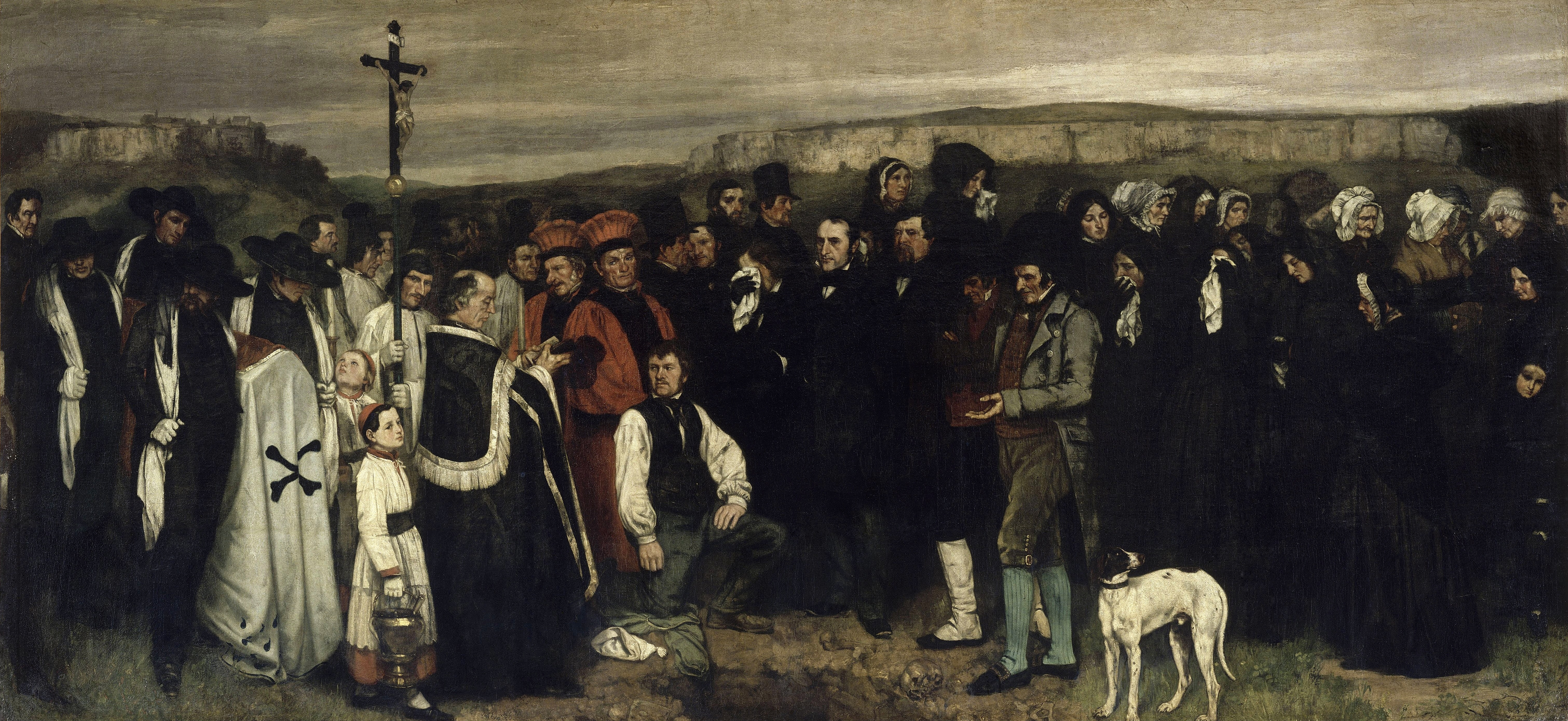
تدفین در اورنان ۱۸۴۹-۱۸۵۰
هنرکده نقاش ۱۸۵۰
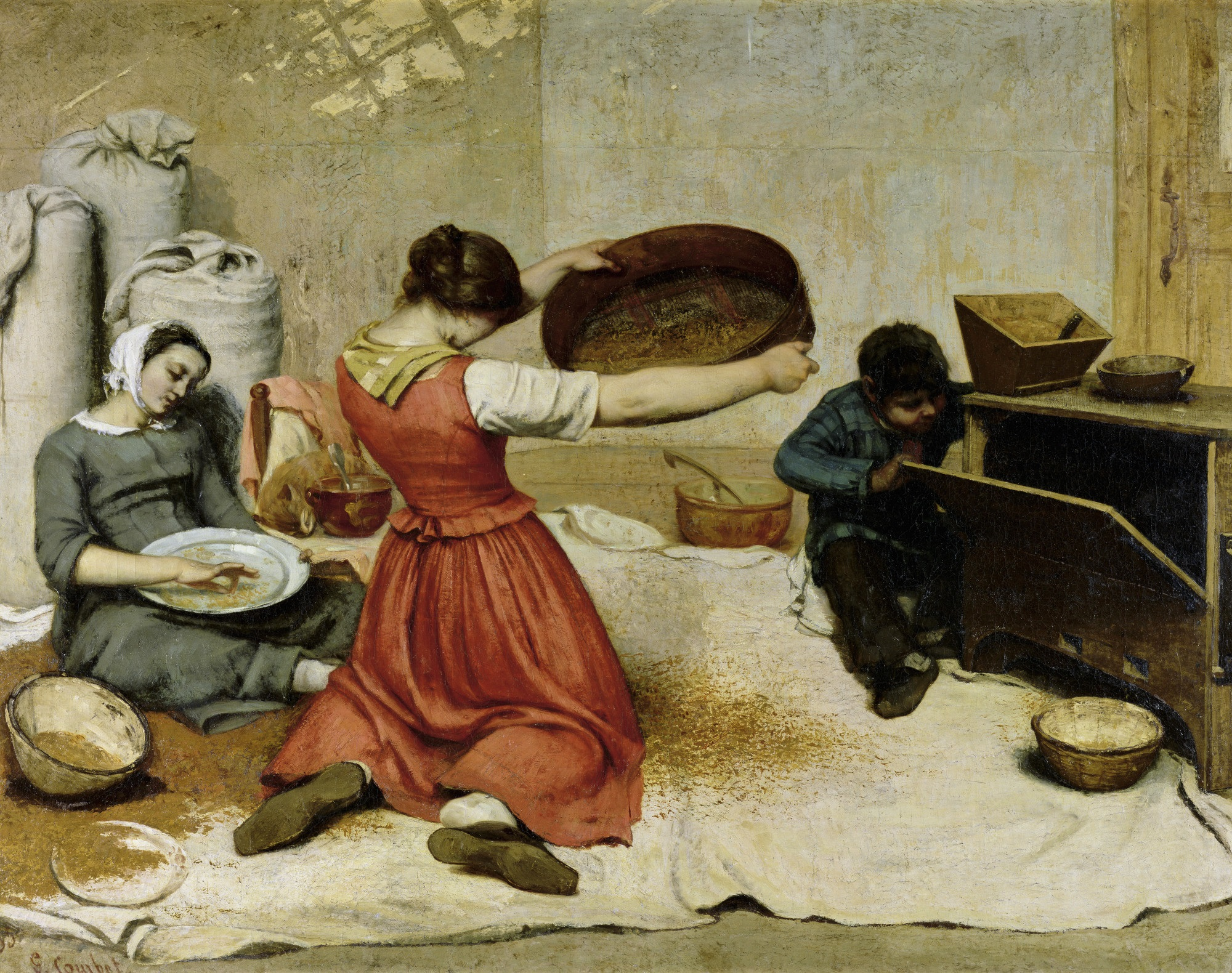
الک‌کنندگان گندم
 ۱۸۵۵